# Potenza Picena
Potenza Picena är en ort och kommun i provinsen Macerata i regionen Marche i Italien. Kommunen hade 15 850 invånare (2018).